# Alexander von Eckartsberg
Friedrich Heinrich Alexander von Eckartsberg (* 31. Januar 1815 in Glogau; † 19. Mai 1896 in Görlitz) war ein preußischer Generalmajor, Kommandeur der 22. Infanterie-Brigade und Rechtsritter des Johanniterordens.

## Leben

### Herkunft
Alexander war der älteste Sohn des Landrats des Kreises Glogau sowie Herrn auf Kunzendorf, Greiff und Neudecke Karl Heinrich von Eckartsberg (1778–1852) und dessen erster Ehefrau Karoline, geborene Trautvetter (1783–1824).

### Militärkarriere
Eckartsberg besuchte zunächst das Gymnasium in Glogau und machte 1829/30 seinen Abschluss an der Ritterakademie in Liegnitz. Abschließend trat er am 21. April 1831 als Freiwilliger in die 5. Artillerie-Brigade der Preußischen Armee ein. Am 15. August 1832 kam er zur Garde-Artillerie-Brigade und am 20. Dezember 1833 als Unteroffizier in das 25. Infanterie-Regiment. Bis Mitte Januar 1836 avancierte er zum überzähligen Sekondeleutnant und wurde am 12. Juli 1836 mit Patent vom 22. Januar 1836 einrangiert. Von Juli bis Dezember 1840 war Eckartsberg zur Gewehrfabrik in Saarn und anschließend ab Oktober 1841 für drei Jahre zur weiteren Ausbildung an die Allgemeine Kriegsschule kommandiert. 1845 folgte eine Kommandierung zum 4. Dragoner-Regiment. Am 23. Januar 1847 wurde er mit Patent vom 10. September 1847 in das 6. Infanterie-Regiment versetzt. Von Ende März 1847 bis April 1853 war er als Kompanieführer beim II. Bataillon im 6. Landwehr-Regiment in Fraustadt kommandiert. In dieser Zeit wurde er am 30. Mai 1848 zum Premierleutnant befördert und nahm im gleichen Jahr während der Niederschlagung des Polnischen Aufstandes in der Provinz Posen am Gefecht bei Xions teil. Nachdem Eckartsberg Ende Juni 1852 zum Hauptmann aufgestiegen war, wurde er zum Kompaniechef im 6. Infanterie-Regiment ernannt. Als Major und Kommandeur des III. Bataillons im 2. Landwehr-Regiment folgte am 18. Januar 1859 eine Verwendung in Anklam. Am 8. Mai 1860 beauftragte man ihn mit der Führung des Füsilier-Bataillons im 2. kombinierten Infanterie-Regiment, aus dem Anfang Juli 1860 das 5. Pommersche Infanterie-Regiment Nr. 42 hervorging. Eckartsberg erhielt das Kommando über das Füsilier-Bataillon in Stralsund und wurde am 24. Juni 1862 in gleicher Eigenschaft in das 2. Niederschlesische Infanterie-Regiment Nr. 47 nach Löwenberg versetzt. Er stieg Mitte März 1863 zum Oberstleutnant auf und war 1864 während des Krieges gegen Dänemark mit seinem Bataillon zur Sicherung der polnischen Grenze im Einsatz.
Am 3. April 1866 wurde Eckartsberg zum Kommandeur des 4. Oberschlesischen Infanterie-Regiments Nr. 63 in Neisse ernannt und am 8. Juni 1866 zum Oberst befördert. Sein Regiment bildete während des Krieges gegen Österreich zunächst die Besatzung der Festungen Neisse und Glatz und erst Anfang Juli 1866 rückten das I. und II. Bataillon nach Böhmen ab, wo es jedoch nur zu einzelnen Scharmützeln kam. Nach dem Krieg erhielt Eckartsberg anlässlich des Ordensfestes im Januar 1867 den Kronen-Orden III. Klasse.
Bei der Mobilmachung anlässlich des Krieges gegen Frankreich wurde er am 18. Juli 1870 zum Kommandeur der 22. Infanterie-Brigade ernannt und am 26. Juli 1870 zum Generalmajor befördert. Eckartsberg führte seinen Großverband bei den Belagerung von Pfalzburg, Toul und Paris. Ausgezeichnet mit dem Eisernen Kreuz II. Klasse nahm er nach dem Frieden von Frankfurt krankheitsbedingt seinen Abschied und wurde am 21. Oktober 1871 unter Verleihung des Roten Adlerordens II. Klasse mit Eichenlaub mit Pension zur Disposition gestellt. Er starb am 19. Mai 1896 in Görlitz.
Der Generalmajor von Fabeck schrieb 1869 in seiner Beurteilung: „Oberst von Eckartsberg ist ein Offizier von hervortretend soldatischer Befähigung, von ehrenwerter Gesinnung und Charakter und eine vorteilhaft ins Auge fallende Persönlichkeit. Streng und entschieden im Dienst, mitunter hart in der Form doch stets voller Wohlwollen und Sorge für seine Untergebenen, führt er das Offizierkorps mit Einsicht und Energie, sein Regiment vor der Front mit sehr günstig hervortretender Gewandtheit, Sicherheit und Umsicht. Er eignet sich zur Beförderung zum Brigadekommandeur.“

### Familie
Eckhardsberg heiratete am 7. Juli 1847 in Liegnitz Julie Zimmer (1825–1907). Das Paar hatte mehrere Kinder:
- Maximilian (* 1848), preußischer Oberst a. D. ⚭ 1880 Helene Mathesius (* 1860)
- Heinrich (* 1849), preußischer Oberst a. D. ⚭ 1878 Emma Dejanicz von Glisczinsky (* 1856)
- Martha (* 1852) ⚭ 1874 Maximilian von Boenigk (1836–1884)[2]
- Hedwig (* 1854) ⚭ 1895 Robert Geiseler (1851–1907), preußischer Generalmajor
- Anna (* 1857) ⚭ 1884 Robert Krause (1852–1921), preußischer General der Infanterie
- Klara (* 1858)
- Kurt (* 19. Januar 1862), preußischer Hauptmann a. D. ⚭ 1893 Hilda Meister († 1894)